# Числовой ребус
Числовой ребус, также арифметический ребус, крипторитм (cryptarithm), альфаметик (alphametic) — математическая головоломка, пример арифметического действия, в котором все или некоторые цифры заменены буквами, звёздочками или другими символами. Задание состоит в том, чтобы восстановить исходную запись примера.
Числовые ребусы бывают нескольких видов, например:
- Цифры в записи вычисления заменены буквами; одинаковые буквы соответствуют одинаковым цифрам. Буквы могут образовывать существующие слова.
- Некоторые цифры в записи заменены «звездочками».
- В одном примере могут использоваться и буквы, и «звёздочки».

Задача сводится к восстановлению полной записи вычислений.
Некоторые числовые ребусы имеют несколько вариантов решения. При разгадывании числовых ребусов обычно условием ставится проверка всех возможных вариантов.
Числовые ребусы используются для развития логического мышления у школьников, поскольку их решение построено на логических рассуждениях.

## Пример
Классический пример, опубликованный в июле 1924 года в журнале Strand Magazine:
{\displaystyle {\begin{matrix}&&{\text{S}}&{\text{E}}&{\text{N}}&{\text{D}}\\+&&{\text{M}}&{\text{O}}&{\text{R}}&{\text{E}}\\\hline =&{\text{M}}&{\text{O}}&{\text{N}}&{\text{E}}&{\text{Y}}\\\end{matrix}}}
Единственное решение: 9567 + 1085 = 10652.
Пример на русском языке:
{\displaystyle {\begin{matrix}&&&&&{\text{Д}}&{\text{В}}&{\text{А}}\\&{\text{x}}&&&&{\text{Д}}&{\text{В}}&{\text{А}}\\\hline &{\text{=}}&{\text{Ч}}&{\text{Е}}&{\text{Т}}&{\text{Ы}}&{\text{Р}}&{\text{Е}}\\\end{matrix}}}
Единственное решение: 459 х 459 = 210681.